# Альфаро, Элой
Хосе́ Элой Альфа́ро Дельга́до (исп. José Eloy Alfaro Delgado, 25 июня 1842, Монтекристи, Эквадор — 28 января 1912, Кито, Эквадор) — эквадорский либеральный политический и государственный деятель, дивизионный генерал (24.08.1895), президент Эквадора (1897—1901 и 1906—1911).

## Биография
Выходец из богатой семьи. Его отец был испанцем, переехавшим в Эквадор политическим эмигрантом, а мать имела индейское происхождение. В молодости он сначала занимался торговлей, но затем увлекся политикой, оказавшись в военной оппозиции консервативным правительствам. Активно боролся за улучшение положения сельских жителей, в первую очередь работавших на плантациях какао. Это обеспечило ему сильную общественную поддержку на его родине. 
Был одним из главных оппонентов авторитарного президента Габриеля Гарсия Морено, представителя консерваторов. Возглавив мятеж против его правительства, был вынужден эмигрировать в Панаму, где жил до убийства Морено в 1875 году. Там он познакомился с писателем Хуаном Монтальво, которого впоследствии поддерживал и финансировал издание его произведений. После возвращения на родину Альфаро не прекращал готовить антиправительственные восстания. В 1876 году он вошел в состав правительства либерального генерала Игнасио де Вейнтемильи, однако, разочаровавшись в проводимой им политике, вновь уехал в Панаму, откуда вернулся в 1878 году, чтобы вести вооруженную борьбу с правящим режимом. В 1879 году был захвачен военными и отправлен в ссылку. 
В 1882 году вновь тайно вернулся в Эквадор, чтобы продолжить борьбу против Вейнтемильи. В 1883 году он был провозглашен верховным лидером (jefe supremo) в своей родной провинции Манаби и объединился с другими лидерами сопротивления властям. В январе того же года им удалось изгнать президента из столицы, в июле он подал в отставку. Альваро оказался в оппозиции новому правительству во главе с Хосе Пласидо Кааманьо и вновь начал вооруженную борьбу. После поражения в морском сражении при Харамихо (5-6 декабря 1884 года) он бежал в Перу. Затем он отправился в поездку по всей Америке с целью поиска финансовой и идеологической поддержки в борьбе за либерализм в Эквадоре.
В 1895 году  из-за международного скандала был вынужден уйти со своего поста президент Луис Кордеро Креспо, представитель либерально-католической партии прогрессистов. В результате последовавшего восстания либералов в Гуаякиле Альфаро, находившийся в изгнании, был провозглашён верховным правителем и вернулся в страну. Либералы начали войну против правительства временного президента-консерватора Висенте Лусио Саласара и 4 сентября 1895 года их войска заняли столицу страны Кито. Альфаро стал временным президентом. В 1897 году Учредительное собрание избрало его конституционным президентом Эквадора.
В 1901 году на президентском посту его сменил генерал Леонидас Пласа Гутьеррес, его преемником на посту главы государства стал Лисардо Гарсиа. Вскоре между Альфаро и Гутьерресом произошел разрыв, и в 1906 году Альфаро сверг избранного преемника Гутьерреса. В 1907 году он вновь был избран президентом новым Учредительным собранием. Однако во время своего второго срока его популярность в обществе существенно снизилась, в частности, из-за гибели (скорее всего убийства) поднявшего восстания генерала Антонио Вега Муньоса и разграбления альфаристами города Лоха, а также из-за нараставшей коррупции. Ему удалось вернуть популярность после завершения строительства железной дороги Гуаякиль-Кито и победы в пограничном споре с Перу (1910). В 1911 году, незадолго до истечения второго президентского срока, был свергнут своими бывшими сторонниками в ходе военного мятежа и покинул Эквадор. Обязанности президента временно перешли к Карлосу Фрейле Сальдумбиде.
Вскоре вернулся на родину, после неудавшейся попытки вернуться к власти посредством восстания либералов Элой Альфаро был захвачен в плен и заключён в тюрьму в Кито вместе с остальными либеральными лидерами. В тюрьме 28 января 1912 он, как и его товарищи, был зверски убит толпой консерваторов: его тело протащили по улицам города и сожгли.

## Деятельность на посту президента
Руководитель Либеральной революции, в ходе которой была проведена секуляризация: отделение церкви от государства, провозглашение свободы совести, национализация части церковных латифундий, введение институтов гражданского брака и развода. Создание Гражданского реестра позволило эквадорцам получить право на личность без записи в записях о крещении католической церкви. Было разрешено светское образование и создано большое количество общественных школ (от начальных школ до политехнических и высших учебных заведений). К 1907 в стране существовало 1 339 начальных школ, 12 колледжей среднего образования, 3 университета. В стране появились первые телефоны, в Гуаякиле и Кито — электрические трамваи, в Гуапуло — электростанция. Было выделено 1 700 000 сукре для строительства системы питьевого водоснабжения в Кито.
В начале его второго срока в 1906 году была принята так называемая «Красная конституция», по которой католическая церковь официально отделена от государства, а также изданы протекционистские законы, содействовавшие развитию местной промышленности и препятствовавшие проникновению иностранного капитала. Была осуществлена реформа тарифов.
В то же время католические иерархи и их сторонники подвергались преследованиям. В частности, либеральные войска взяли штурмом архиепископский дворец в Кито, сожгли библиотеку и архив и подвергли унизительной процедуре архиепископа Гонсалеса и Калисто, лидера антилиберального крестового похода, когда имитировали его расстрел, если он не прокричит: «Вива Альфаро!» Архиепископ ответил: «Живи, пока я не умру!».
Во внешней политике выступал как панамериканист, в частности, поддерживал воссоединение Великой Колумбии в качестве конфедерации. Также поддержал независимость Кубы от Испании.
Также была отменена смертная казнь, модернизирована армия и построена железная дорога, соединившая Гуаякиль и Кито. Последнее было важно для борьбы с феодальными пережитками и вовлечения в капиталистическую национальную экономику внутренних регионов страны. Альфаро поощрял участие женщин в общественной жизни и покровительствовал профсоюзному движению: при его поддержке в августе 1909 года был проведён Первый конгресс трудящихся Эквадора.

## Память
В сентябре 2003 он был провозглашен национальным героем Эквадора.
Город, кантон и округ Дуран близ Гуаякиля официально называются Элой Альфаро, как и кантон в провинции Эсмеральдас. В его честь назван Университет Лайка Элой Альфаро де Манаби в Манте и Высшая военная школа (Escuela Superior Militar Eloy Alfaro), основанная в Кито. В дополнение к многочисленным названным в его честь улицам и площадям в Эквадоре с августа 2006 года в Нью-Йорке площадь Джэксон-Хайтс в Куинсе была переименована в его честь. 
В 1991 году эквадорский флот приобрел британский фрегат класса «Линдер» HMS Penelope и переименовал его в «Президент Альфаро Элой». 
В честь Элоя Альфаро была названа леворадикальная организация «Альфаро жив, чёрт побери!», боровшаяся с неоконсервативным правительством в 80-х годах XX века. Первой акцией для привлечения к себе внимания она избрала нападение на музей и похищение мечей Элоя Альфаро. Правительству Эквадора мечи были возвращены во время масштабных памятных мероприятий к столетию убийства Элоя Альфаро, в которых принимали участие такие иностранные гости, как Николас Мадуро и Томас Борхе. Политик изображён на монете в 50 эквадорских сентаво. В 2006 г. выпущена посвящённая ему почтовая марка.